# 花月 (プロレスラー)
花月（かげつ、1992年〈平成4年〉6月24日 - ）は、日本の元女性プロレスラー。血液型A型。トランス男性であり、引退後に性別適合手術を受けた。現在の本名は石野 結（いしの ゆう）、出生時の本名は石野 由加莉（いしの ゆかり）。

## 所属
- センダイガールズプロレスリング（2008年 - 2014年）
- フリーランス（2014年 - 2017年、2020年）
- スターダム（2017年 - 2020年）

## 経歴
小学生時代にプロレスを見て興味を持ち、中学2年生のころプロレス入りを志願。「高校を出てからでも遅くはない」という母を説得するため、自ら探してきた柔道道場に通いつめ、1日も欠かさずとレーニングに励み、最終的には母を認めさせた。
2008年
- 4月、中学卒業と同時に入団。
- 7月27日Zepp Sendai大会、水波綾とのエキシビジョンマッチを行う。
- 8月24日Zepp Sendai大会、永島千佳世（OZアカデミー）を相手にデビュー。負けはしたものの、その日のベストバウトと呼ばれるほどの健闘を見せる。
- 10月26日Zepp Sendai大会、「5vs5勝ち抜きサバイバルマッチ」の先鋒を務めるが、先鋒戦で牧場みのり（アイスリボン）の腕ひしぎ十字固めでタップアウト負け[3]。この試合が、翌年8月23日アイスリボン後楽園大会に繋がった、牧場とのライバルストーリーの始まりにもなる。
- 11月9日息吹・新木場大会、vs勇気彩戦で、他団体初参戦。

2009年
- 2月21日、第二回じゃじゃ馬トーナメント1回戦、vs山田よう子戦で敗れ、1回戦敗退。
- 4月19日、仙台大会、里村明衣子と組んでのvs牧場みのり（アイスリボン）・及川千尋（バトラーツ）戦で勝利。プロ初勝利を挙げる。
- 5月4日、アイスリボン板橋大会、牧場みのりと組んでのvsさくらえみ・米山香織戦で初めてのメイン出場（勝者はさくらえみ）。
- 9月13日、息吹・新木場大会、vsしもうま和美（アイスリボン）戦でシングル初勝利。
- 12月20日Zepp Sendai大会、試合後、新崎人生社長から、リングネーム公募をアナウンス[4]。

2010年
- リングネームを石野由加莉から花月に改名。

2013年
- 師匠の里村明衣子と対立。

2014年
- 12月6日で退団が決定してフリーに転向。最後の試合では里村との一騎討ちを行い敗れる。

2015年
- 仙女時代から定期参戦しているOZアカデミーの他、FMW、プロレスリングWAVEや系列団体のOSAKA女子プロレス、REINA、我闘雲舞などに参戦。OSAKA女子では下野佐和子となでしこKANSAIというタッグを結成している。

2016年
- 3月6日、スターダム新木場大会において、スターダム初参戦。美邑弘海とシングルマッチを行い、ブロックバスターで勝利を飾る。
- 4月2日、大阪市立港区民センターにおいて、松本浩代とのタッグでゴッデス・オブ・スターダム王座に挑戦するが、王者組（紫雷イオ・岩谷麻優）に敗れる。
- 4月17日、スターダム新木場大会にて大江戸隊に加入。
- 6月16日、木村響子との大江戸隊タッグでゴッデス・オブ・スターダム王座を奪取。
  - ゴッデスという同じタイトルに、タッグパートナーを替えて2回連続で挑戦するという珍しい現象となった。
- 7月21日、REINA女子プロレス主催で行われた「元・小波プロデュース興行」において、デスマッチのカリスマ葛西純とタッグを組み、琥鳴魅（元・小波）・宮本裕向組との蛍光灯デスマッチを行う。[5]

2017年
- 2017年現在、JWPとOSAKA女子では下野佐和子とのなでしこKANSAI、OZアカデミーではミッションK4、スターダムでは大江戸隊に加入し3つのユニットで活動中。なお木村響子の引退により大江戸隊の新リーダーとなる。
- 3月5日、名古屋国際会議場イベントホールにて、紫雷イオの持つワールド・オブ・スターダム王座に挑戦するが敗北。
- 4月12日、後楽園ホールにて、松本浩代の持つOZアカデミー認定無差別級王者に挑戦するも敗北。
- 4月13日、無期限のプロレス休養を発表[6]。
  - その理由として、「3月の紫雷イオ戦、昨日の松本浩代戦という2つのタイトルマッチに向けてこれまでにない準備をしてきたが結果が出なかった。あまりにショックが大きく、次を考えることができなくなった」ことを挙げているが、一方で「あくまでもステップアップする為の休養期間」とも述べている。
- 6月11日、スターダム新木場大会の岩谷麻優vs木村花戦に乱入。無期限休養からの復帰を宣言。
- 6月21日、後楽園ホールにおいて木村花とのタッグでゴッデス・オブ・スターダム王座に挑戦（対戦相手は松本浩代・ジャングル叫女組）。大江戸コースターで叫女を下しタイトルを獲得、翌年6月までの約1年間で8度の防衛を重ねる。この試合から、大江戸隊の花月として出場する際には、右目に黒のペイントを施すようになる。
- 8月13日、後楽園ホールにて、岩谷麻優の持つワールド・オブ・スターダム王座に挑戦するが敗北。
- 9月18日、後楽園ホールでの5★STAR GP 2017最終戦で、岩谷麻優と対戦。試合前から「先月のリベンジを果たす」と公言しており、試合では入場直後の岩谷を襲って入場ゲートの下敷きにする、ブルーミストを吹きかけるなど、ヒールらしさ全開の戦い方で勝利を収める。[7]
- 10月28日、淀川区民センターで、初めての自主興行となる「Thanks for All」を開催。超満員札止めの観客を集める。
  - メインイベントで紫雷イオと対戦。敗れたものの、試合後のマイクで「実はプロレスが嫌いになりかけていて、この自主興行が終わったら、来年のデビュー10周年を機に引退しようと思っていた。憧れのイオ先輩にそのことを相談するうちに、だんだん前向きな気持ちになり、プロレスを続けたいと思うようになった」とイオへの感謝を述べた。
- 11月1日、スターダムに入団。
  - 中野たむと同じタイミングでの入団となる。スターダム入団に際し、「団体の底上げ（選手の意識改革）」、「赤いベルト奪還」、「ユニットの向上」の3つの目標を掲げる。

2018年
- 4月1日、名古屋国際会議場で、夏すみれをパートナーとして、紫雷イオ・中野たむ組と、スターダム初となる電流爆破デスマッチを行う。[8]
- 5月5日、新木場1stRINGにおいて、紫雷イオの持つワンダー・オブ・スターダム王座に挑戦するも敗北。
- 6月9日、横浜ラジアントホール大会にて、トニー・ストームを破り、ワールド・オブ・スターダム王座奪取。以後、8度の防衛を重ねる。
  - 試合後のマイクパフォーマンスで、「これから花月内閣を発足させる！」と宣言し、自ら総理大臣を名乗る。このことがきっかけとなり、スターダムの公式Yutubeチャンネルに「大江戸国会」というコンテンツが誕生する。
- 9月30日、名古屋国際会議場イベントホールでの昼興行において、ワンダー・オブ・スターダムのタイトルを保持する渡辺桃と、自身の持つワールド・オブ・スターダム王座との二冠選手権試合を行う。結果は、両者KOの引き分けに終わり、タイトルは動かず。
  - 同じく9月30日の夜興行で今度はニコル・サボイとの、この日2試合目のタイトルマッチを行うが、12分48秒、大江戸コースターで勝利を収め、タイトル防衛に成功する。
- 10月23日。後楽園ホールにて木村花との5度目の防衛戦。前月に大江戸隊を造反して離脱した木村との遺恨マッチということで、時間無制限、場外カウント＆反則裁定なしに加えて、凶器使用やセコンド介入も無制限というルールで開催され、最後は変形アームロックで木村を失神させレフェリーストップで勝利。

2019年
- 1月27日、大阪府立体育会館大会にて、葉月を破り7度目の防衛に成功。「試合を集中して見てもらいたい」という花月の意向により、この試合は観客に対して試合の様子の撮影禁止が言い渡されていた。
- 5月4日、新木場1stRINGでビー・プレストリーに敗れ、実に1年近く防衛を重ねていたワールド・オブ・スターダム王座から陥落。
- 7月20日、エディオンアリーナ大阪・第2競技場大会にて、夏すみれ・アンドラス宮城とのタッグでアーティスト・オブ・スターダム王座に挑戦し、タイトルを奪取（対戦相手は、岩谷麻優、鹿島沙希、中野たむ）。
- 10月14日、後楽園ホールにて、星輝ありさの持つにワンダー・オブ・スターダム王座に挑戦するも敗北。
- 12月24日、後楽園ホールでワールド・オブ・スターダム王座の岩谷麻優に挑戦。後楽園ホールの壁から、約3m下の客席に向けたダイビングフットスタンプを放つなど満員の会場を大いに沸かせるが、最後は岩谷の2発目のムーンサルトプレスを受けて敗北。翌日の12月25日、記者会見を開き、2020年1月に退団、2月の自主興行をもって引退することを発表した。
  - ユニットのリーダーであり、団体屈指の実力者でもある花月の20代での突然の引退発表は衝撃的なものであったが、記者会見の中で本人は、「前々から引退を考えていたが、スターダムがブシロード新体制に変わると聞いて『ここだ』と思ったことと、岩谷を中心とした若い世代でこれからのスターダムを作って欲しいと思ったことが引退の理由」と述べている。

2020年
- 1月26日、大阪府立体育会館大会にて、岩谷麻優とのタッグで渡辺桃・ジャングル叫女組とスターダム所属最終試合を行った。試合はジャングルがジャングル（キン肉）バスターで花月からフォール勝ち。
- 1月末をもってスターダムとの契約は満了したが、2月15日の新木場1stRINGにおいて、スターダム主催での「花月引退全員掛け」が行われ、合計25名の選手と1分ずつの試合を行った（花月はフリーとしての出場）。
- 2月24日、大阪府立体育会館において花月自主興行が開催され、師匠である里村明衣子と一騎打ちを行い、この試合をもって現役を引退した。

引退後は一般企業に就職。
2021年
5月23日、木村花を偲ぶ第1回メモリアル興行「またね。」で一夜限りの復帰戦を行った。
2022年
3月、勤めていた企業を退職。地元である大阪に戻る。
5月13日、公式YouTubeチャンネルを開設。前年5月末に性別適合手術を終え男性となり、「石野 結（いしの ゆう）」に改名したことをカミングアウトする動画を配信。YouTuberとしての活動をスタート、トランスジェンダー問題に取り組む。マネジメント先はB168プロモート。
5月23日、木村花を偲ぶ第2回メモリアル興行「バグーズ」にアンバサダーとして来場。
6月、自叙伝『元悪役女子プロレスラー、男になる！』を出版。翌月の出版記念イベントでカルテック株式会社へ入社し、サラリーマンとしても勤めることを発表。
10月23日、手術までの経緯を追った映像が『NNNドキュメント』で放映された。これを一区切りとし、同月28日の動画を最後にYouTubeへの投稿を休止。

## 人物
- 中学時代から柔道を中心に独自にレスラーになる為のトレーニングを行っていた[1]。結果的に、1期生と同等の基礎体力を持って入団することになる。里村明衣子と同じ経歴を持っている。
- プロレスラー時代の目標は、仙女代表でもある里村を倒し、業界No.1に君臨することであった。
- 同い年の橋本千紘とは、同日に入門テストを受け共に合格[12]。石野は中学卒業後に入門したが、橋本は高校・大学と進学し卒業後に入門したため、プロレスラーとしては石野が先輩となる。
- 仙女仕込みの受け身のうまさに加え、トペスイシーダや大江戸コースターといったスピード溢れる飛び技を多用する一方で、えびす落としやデスバレーボムなどのパワフルな担ぎ技をフィニッシュブローとして使うなど、レスラーとしての引き出しの多さには定評がある。
  - 2019年3月に行われたワールド・オブ・スターダムの防衛戦では、自身との体重差が2倍以上もある120kgのゴジャ・コングを、担ぎ上げた上でデスバレーボムで完璧に叩き落した。
  - 大江戸隊時代の後輩であった葉月は、「目標とするレスラー」として花月の名前を挙げている。
- 2018年9月には、1日に昼と夜の2回、別の相手と選手権試合を行い、ワールド・オブ・スターダムのベルトを連続防衛（昼興行での試合は、渡辺桃相手に両者KOの引き分け）する離れ業をやってのけるなど、優れたスタミナを持つ。
- ヒールユニットである大江戸隊に加入後は、ブルーミスト、レッドミスト（いわゆる毒霧攻撃）を使用するようにはなったものの、シングルマッチにおいてはセコンドの介入や凶器に頼ることはなく、ヒールでありながら基本的には真っ向勝負を行う。
- 自他ともに認める明るい性格であり、大江戸隊のリーダーになった後も、ヒールとして毒づきながらも観客の笑いを誘うようなマイクパフォーマンスが恒例となっていた。
  - マイクパフォーマンスの際には、最初に「〇〇（会場名）のお前ら、元気かー？もう一丁、元気かー？」と観客を盛り上げてから喋り始める。
  - 2019年7月に行われた、アーティスト・オブ・スターダム選手権試合に先駆けての記者会見では、タッグパートナーの夏すみれ、アンドラス宮城が欠席する中、その2人の物まねを駆使し1人3役で会見を行う。特に、夏の物まねは、メイクまで夏をオマージュしたクオリティの高さから、同席していた記者や、対戦相手の岩谷麻優、鹿島沙希を爆笑させた。[19]
- 同じスターダムに所属するAZMを溺愛していることを公言している。AZMの顔写真がプリントされたTシャツをファンからプレゼントされ、試合中に着用することもあった。2019年の年明け直後から数カ月に渡り、時には札束をちらつかせながらAZM（当時はQueen's Questに所属）を大江戸隊に勧誘するも、実現には至らず。[20]
- スターダム参戦直後から、岩谷麻優とライバル関係にあると言われ、当人同士もそのことを認めている。3度のタイトルマッチを含め、2人のシングルマッチは毎回大激闘となるが、以下の通り2人の仲の良さをうかがわせる数々のエピソードがある。
  - 2017年10月の花月の自主興行では、岩谷も参加することになっていたものの直前に腕を脱臼し欠場。しかし、会場には姿を見せ、花月と2人でオープニングトークを行い、岩谷は花月からの指令により売店の看板娘を務めた。
  - 上記の脱臼により岩谷が欠場していた2018年1月21日までの間、花月は岩谷のタオルを持って入場していた。[21]
  - 2019年5月5日に行われた大江戸隊プロデュース興行では、岩谷がスペシャルリングアナウンサーを務めた。
  - 2019年10月には、花月と思しき「石野」と名乗る練習生が、岩谷に教えを乞うて練習するコント動画が、スターダム公式Youtubeチャンネルでリリースされた。[22]
  - 2019年10月にリリースされた、大江戸隊のメンバーが作詞を担当した「大江戸乱舞」という曲では、岩谷のMCパートが存在する。[23]
  - 2020年1月26日のスターダム最終戦では、花月からの強い要望により、ユニットを超えて岩谷とのタッグを結成。岩谷もこの日限りの特別なコスチュームで花月のラストマッチに花を添えた。
  - 花月引退後のインタビューで岩谷は、「花月が2020年2月で引退するという話は、実は本人から数か月前に聞いていた。絶対に引退して欲しくないと思った。（2019年）12月24日の赤いベルトを賭けた試合で私が勝てば、花月は悔しくて引退を撤回するんじゃないかと思って、あの試合は全力で勝ちにいった」と述べている。
- 趣味はドラえもんグッズ集め。
- 初勝利・初メイン・シングル戦初勝利と、アイスリボン絡みのエピソードが多い。

## 得意技
大江戸コースター
450°スプラッシュ。
デスバレーボム
えびす落とし
チョークスラム
スクリュードライバー
トペ・スイシーダ
バックフリップ
スピアー
連続ドロップキック
ブロックバスター
腕固め
風乃月
毒霧攻撃
変形三角絞め
コブラクラッチを足でクラッチするような形。

## タイトル歴
JWP女子プロレス
- 第20代&第10代JWP認定ジュニア&POP王座

OZアカデミー
- 第21代OZアカデミー認定タッグ王座
  - パートナーは小林香萌

スターダム
- 第10代ワールド・オブ・スターダム王座
- 第9代、12代ゴッデス・オブ・スターダム王座
  - パートナーは木村響子
  - パートナーは木村花
- 第10代、21代アーティスト・オブ・スターダム王座
  - パートナーは木村響子＆木村花
  - パートナーはアンドラス宮城＆夏すみれ

## 入場テーマ曲
- 「Future World」（HELLOWEEN）
- 「Involve All」

## 書籍
- 『元悪役女子プロレスラー、男になる！』（2022年6月28日、彩図社）ISBN 978-4801306110